# هباء
هباء، قرية من قرى محافظة المهد، والتابعة لمنطقة المدينة المنورة في السعودية. تقع في جنوب شرق المدينة المنورة، وتبعد عنها بمسافة تقارب (130 ) كيلو متر، وعن مهد الذهب بمسافة تقارب (65 ) كيلو متر.

## مركز هباء
مركز هباء: هو من مراكز فئة (ب)
الموقعيقع المركز في الجزء () من محافظة المهد.
المساحةتبلغ مساحة المركز ( )، وتمثل ( )% من مساحة المحافظة، ويأتي في المرتبة ( )
السكانيبلغ تعداد السكان ( 16000) نسمة، ويأتي في المرتبة ( ).
بعد المركز عن المحافظةيقع المركز على بعد ( كم) من المحافظة، والطريق المؤدي إليها إسفلتي، ويعتبر المركز في المرتبة ( ) من حيث القرب من مقر المحافظة.